# Clanculus persicus
Clanculus persicus is een slakkensoort uit de familie van de Trochidae. De wetenschappelijke naam van de soort is voor het eerst geldig gepubliceerd in 1964 door Habe & Shikama [in Shikama].